# 打假人
打假人是指專門從事揭露或否定一些可能是虚假、夸大或装腔作势的事物的个人或组织。打假人通常會对有争议的话题會展開调查，如不明飞行物、超常現象、神秘生物、陰謀論、替代医学、宗教或伪科学研究。如果打假人出現差錯，他们的打假可能会适得其反，反而讓大众对神奇事物更加深信不疑。